# Škoda Kodiaq II
Le Škoda Kodiaq II est un SUV familial produit par le constructeur automobile tchèque Škoda à partir de 2023.
Il est la seconde génération de Kodiaq, après la première, produite de 2017 à 2023, à près de 800000 exemplaires.

## Présentation

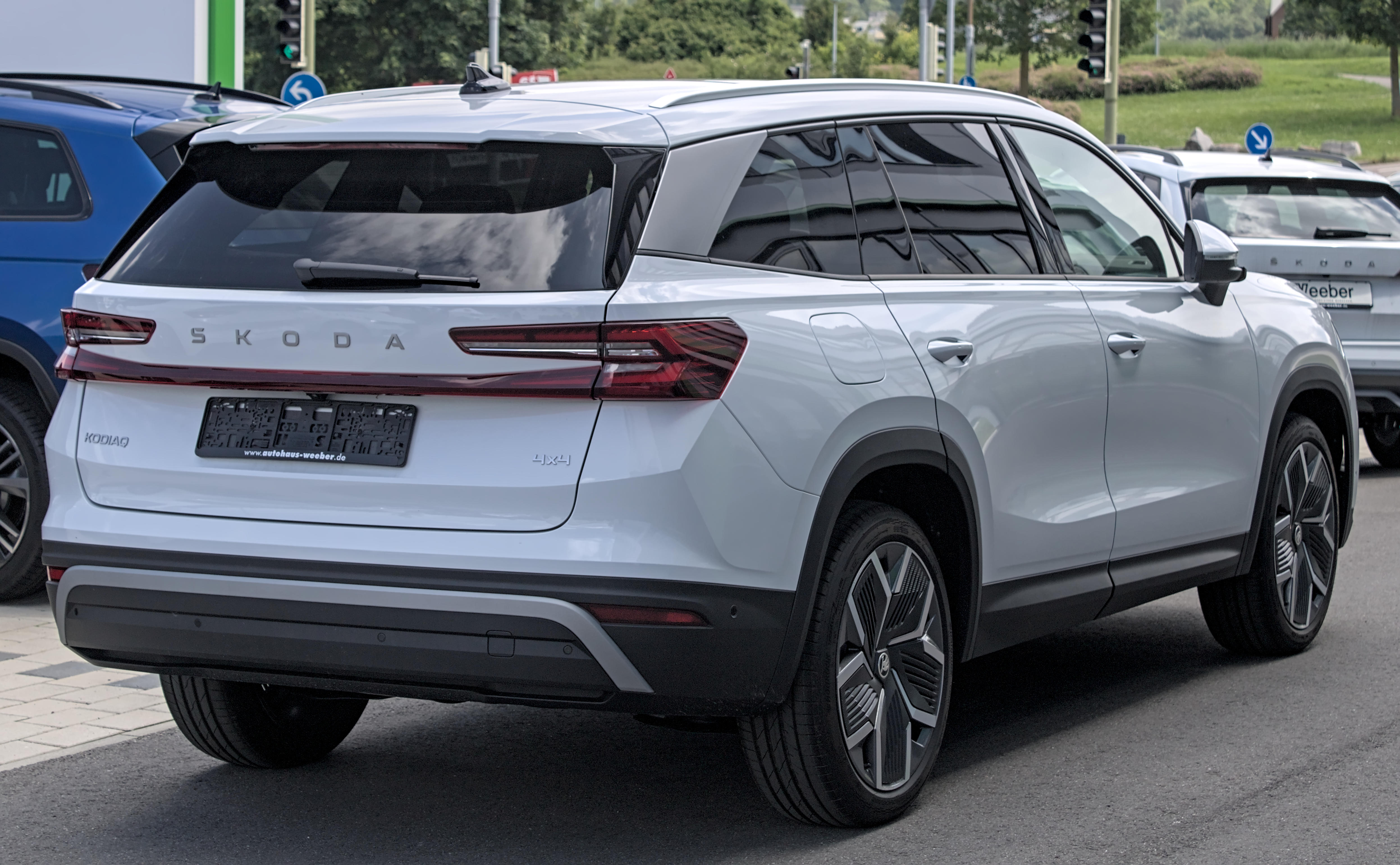
Vue de l'arrière

La seconde génération de Kodiaq est annoncée par le constructeur tchèque le 25 avril 2023 en présentant une image de sa silhouette. Le 30 août 2023, le constructeur dévoile les images de l'intérieur de la nouvelle génération de Kodiaq. Le Škoda Kodiaq de seconde génération est présenté officiellement le 4 octobre 2023, et commercialisée au printemps 2024,.

## Caractéristiques techniques
Le Kodiaq est disponible en 5 ou 7 places avec une banquette arrière coulissante, offrant ainsi un coffre dont la capacité varie respectivement de 835 à 910 litres et de 270 à 340 litres.

### Motorisations
| Logo de Skoda                             | Škoda Kodiaq                               | Škoda Kodiaq                               | Škoda Kodiaq                               | Škoda Kodiaq                               | Škoda Kodiaq                               |
| Logo de Skoda                             | 1.5 TSI Hybrid ACT                         | 2.0 TSI                                    | 1.5 TSI PHEV                               | 2.0 TDI                                    | 2.0 TDI                                    |
| ----------------------------------------- | ------------------------------------------ | ------------------------------------------ | ------------------------------------------ | ------------------------------------------ | ------------------------------------------ |
| Moteur                                    | 4-cylindres essence                        | 4-cylindres essence                        | 4-cylindres essence hybride rechargeable   | 4-cylindres diesel                         | 4-cylindres diesel                         |
| Admission                                 | Turbocompressé                             | Turbocompressé                             | Turbocompressé                             | Turbocompressé                             | Turbocompressé                             |
| Cylindrée (cm3)                           | 1498                                       | 1984                                       | 1498                                       | 1968                                       | 1968                                       |
| Puissance maximale ch (kW)                | 150 (110)                                  | 265 (195)                                  | 204 (150)                                  | 150 (110)                                  | 193 (142)                                  |
| au régime de : (tr/min)                   | 5000 à 6000                                | 5500 à 6000                                | 5000 à 6500                                | 3000 à 4200                                | 3500 à 4200                                |
| Couple maximal (N m)                      | 250                                        | 400                                        | 250                                        | 360                                        | 400                                        |
| au régime de : (tr/min)                   | 1500 à 3500                                | 1650 à 4350                                | 1500 à 4000                                | 1600 à 2750                                | 1750 à 3250                                |
| Boîte de vitesses                         | Automatique séquentielle 7 rapports (DSG7) | Automatique séquentielle 7 rapports (DSG7) | Automatique séquentielle 6 rapports (DSG6) | Automatique séquentielle 7 rapports (DSG7) | Automatique séquentielle 7 rapports (DSG7) |
| Transmission                              | Traction                                   | Intégrale                                  | Traction                                   | Traction                                   | Intégrale                                  |
| Vitesse maximale (km/h)                   | 207                                        | 231                                        | 210                                        | 205                                        | 220                                        |
| 0-100 km/h (s)                            | 9,7                                        | 6,3                                        | 8,4                                        | 9,6                                        | 7,8                                        |
| Consommation (L/100 km)                   | 6                                          | 8,2                                        | 0,4                                        | 5,3                                        | 6                                          |
| Émissions de CO2 (g/km)                   | 136                                        | 186                                        | 9                                          | 138                                        | 156                                        |
| Masse à vide (kg)                         | 1664 à 1869                                | 1859 à 1966                                | 1917 à 2087                                | 1737 à 1936                                | 1800 à 1998                                |
| Capacité du réservoir (L)                 | 55                                         | 58                                         | 45                                         | 55                                         | 58                                         |
| Norme environnementale                    | Euro 6d-Temp                               | Euro 6d-Temp                               | Euro 6d-Temp                               | Euro 6d-Temp                               | Euro 6d-Temp                               |
| Batterie                                  |                                            |                                            |                                            |                                            |                                            |
| Type de batterie                          | -                                          | -                                          | Lithium-ion                                | -                                          | -                                          |
| Capacité de la batterie brute/nette (kWh) | -                                          | -                                          | 25,7/19,7                                  | -                                          | -                                          |
| Autonomie mixte (km) - cycle WLTP         | -                                          | -                                          | 124/110                                    | -                                          | -                                          |
| Autonomie urbaine (km) - cycle WLTP       | -                                          | -                                          | 149                                        | -                                          | -                                          |
| Puissance de recharge (kW)                |                                            |                                            |                                            |                                            |                                            |
| courant alternatif monophasé AC           | -                                          | -                                          | 11                                         | -                                          | -                                          |
| courant alternatif triphasé AC            | -                                          | -                                          | 22                                         | -                                          | -                                          |
| courant continu DC                        | -                                          | -                                          | 50                                         | -                                          | -                                          |

## Finitions

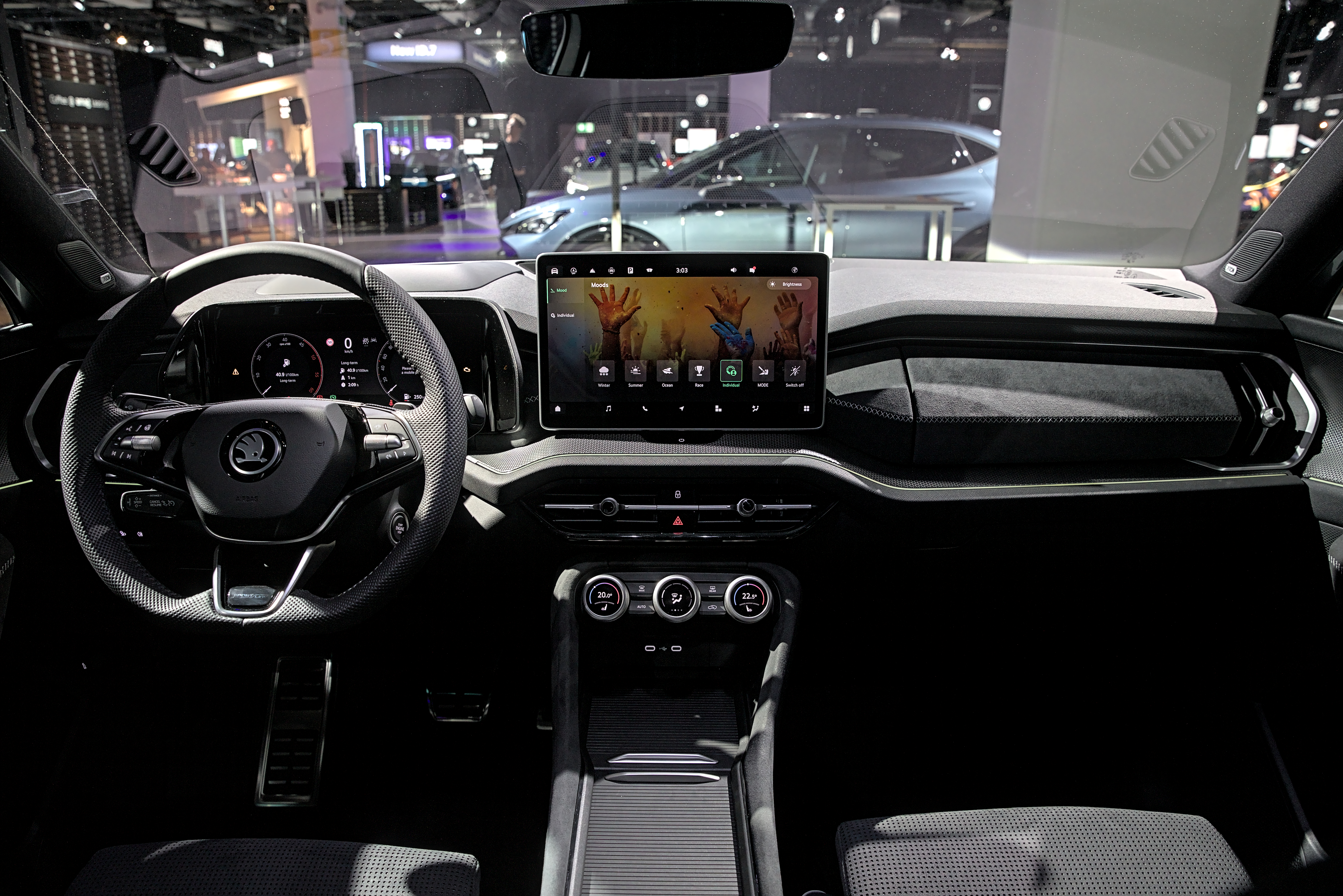
Intérieur du Škoda Kodiaq en finition Sportline

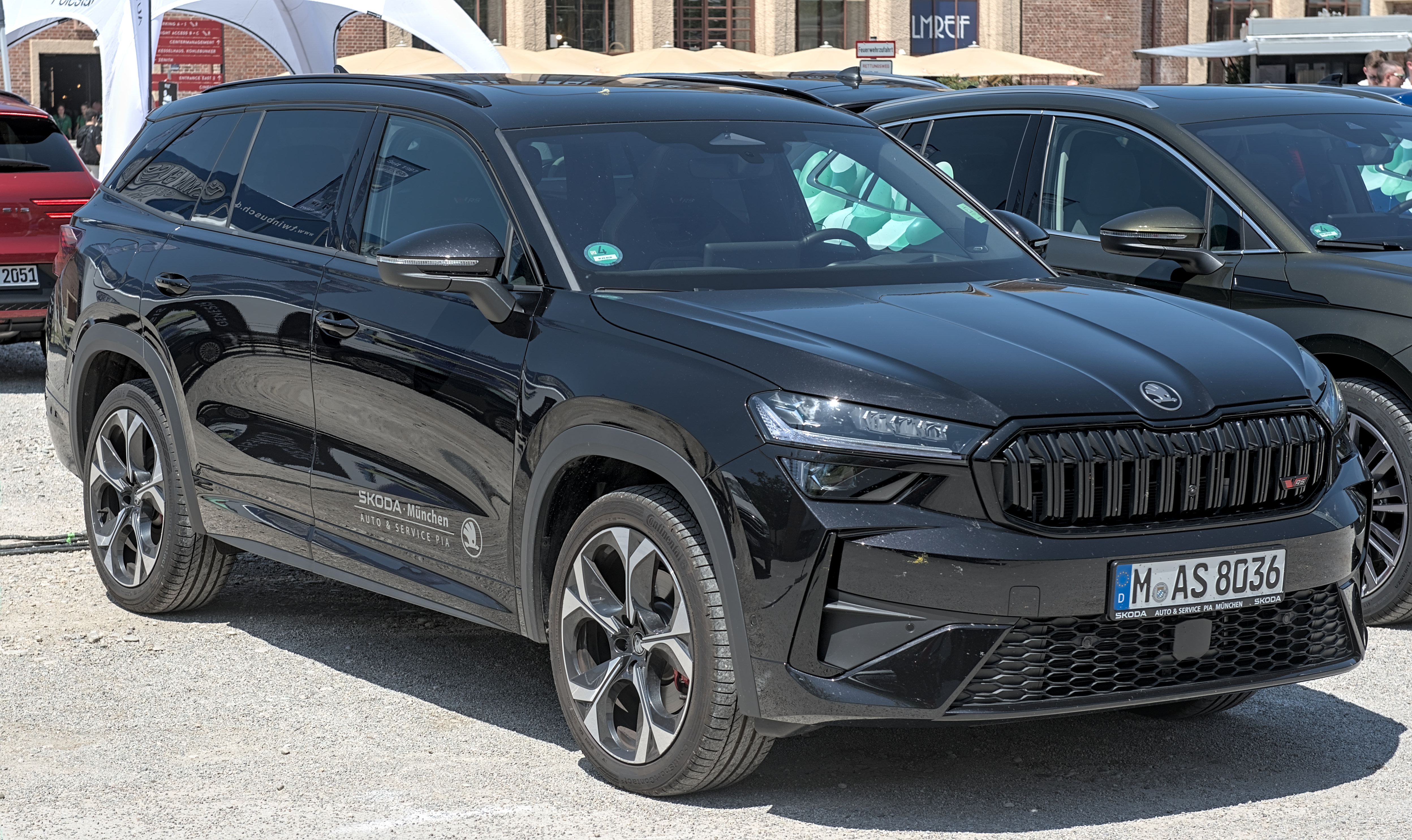
Škoda Kodiaq RS

Le Škoda Kodiaq est proposé en trois finitions :
- Selection
- Sportline[8]
- RS[9]

## Concept car

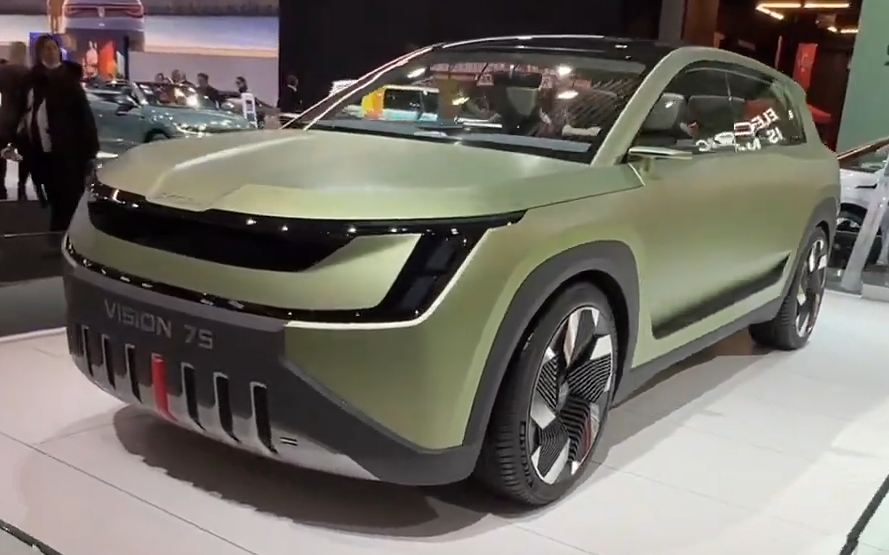
Škoda Vision 7S Concept

La Škoda Kodiaq, dans sa version électrique, est préfigurée par le concept car Škoda Vision 7S présenté en novembre 2022 à Prague.